# Вашингтон-Гайтс (Нью-Йорк)
Вашингтон-Гайтс (англ. Washington Heights) — переписна місцевість (CDP) в США, в окрузі Орандж штату Нью-Йорк. Населення — 2205 осіб (2020).

## Географія
Вашингтон-Гайтс розташований за координатами 41°28′10″ пн. ш. 74°25′3″ зх. д. / 41.46944° пн. ш. 74.41750° зх. д. (41.469563, -74.417415).  За даними Бюро перепису населення США в 2010 році переписна місцевість мала площу 3,86 км², з яких 3,85 км² — суходіл та 0,01 км² — водойми.

## Демографія
Згідно з переписом 2010 року, у переписній місцевості мешкало 1689 осіб у 627 домогосподарствах у складі 442 родин. Густота населення становила 437 осіб/км².  Було 702 помешкання (182/км²).
Расовий склад населення:
| - 65,6 % — білих - 16,3 % — чорних або афроамериканців - 3,2 % — азіатів - 1,0 % — корінних американців - 10,2 % — осіб інших рас |

До двох чи більше рас належало 3,7 %. Частка іспаномовних становила 29,7 % від усіх жителів.
За віковим діапазоном населення розподілялося таким чином: 25,1 % — особи молодші 18 років, 64,5 % — особи у віці 18—64 років, 10,4 % — особи у віці 65 років та старші. Медіана віку мешканця становила 37,4 року. На 100 осіб жіночої статі у переписній місцевості припадало 93,0 чоловіків;  на 100 жінок у віці від 18 років та старших — 87,7 чоловіків також старших 18 років.
Середній дохід на одне домашнє господарство  становив 80 171 долар США (медіана — 71 226), а середній дохід на одну сім'ю — 84 122 долари (медіана — 71 917). За межею бідності перебувало 7,2 % осіб, у тому числі 0,0 % дітей у віці до 18 років та 0,0 % осіб у віці 65 років та старших.
Цивільне працевлаштоване населення становило 1061 особа. Основні галузі зайнятості: освіта, охорона здоров'я та соціальна допомога — 23,5 %, роздрібна торгівля — 15,2 %, транспорт — 9,2 %, науковці, спеціалісти, менеджери — 9,0 %.